# Metropolitana di Maracaibo
La metropolitana di Maracaibo è una linea di metrotranvia che serve la città di Maracaibo, in Venezuela, nota anche come metropolitana del Sol Amado. La metropolitana serve la città di Maracaibo e i suoi sobborghi ed è stata costruita dal governo della città di Maracaibo e dal governo nazionale venezuelano.
Attualmente la metro è composta da una sola linea, con sei stazioni ed un'estensione di è 6,9 km. La linea è stata aperta in forma gratuita tra Altos de La Vanega ed El Varillal (con 2 fermate aperte) il 25 novembre del 2006, mentre le restanti fermate sono state aperte tra il 2007 e il 2009. Esistono sulla carta progetti di ampliamento delle tratte già esistenti e il progetto della nuova linea 2, con la quale, secondo le stime, il numero dei passeggeri dovrebbe aumentare a 200.000 al giorno.
La rete è gestita dalla IAFE

## Storia

### Il progetto

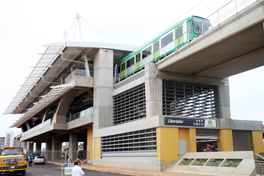
La stazione Libertador

Il progetto della metropolitana di Maracaibo risale agli anni '90 da parte degli organismi della città, ma il progetto fu rinviati per varie ragioni tra cui la mancanza di fondi e il disinteresse della proposta. All'inizio del secolo XXI è stata ripresa l'idea di realizzare un sistema di trasporto massivo che fosse a servizio della città.
Nel 2003 il ministero delle infrastrutture, la città di Maracaibo e la Compañía Metro de Maracaibo collocarono ufficialmente la prima pietra dell'opera. Nel luglio 2006 vennero consegnati i primi treni che entrarono in servizio sulla linea.

### L'inaugurazione
La società Siemens è responsabile per il sistema di automatizzazione, segnalazione, elettrificazione e comunicazione della linea 1. Inoltre ha fornito i treni che viaggiano su tale linea. Le prime due stazioni della linea 1 entrarono in funzione il 25 novembre del 2006, mentre le restanti fermate sono state aperte tra il 2007 e il 2009.

## Rete
La rete è composta da una linea:
| Linea | Percorso                        | Inaugurazione | Ultima estensione | Lunghezza (km) | Numero di stazioni |
| ----- | ------------------------------- | ------------- | ----------------- | -------------- | ------------------ |
| 1     | Altos de La Vanega ↔ Libertador | 2006          | 2009              | 6,9            | 6                  |

## Stazioni

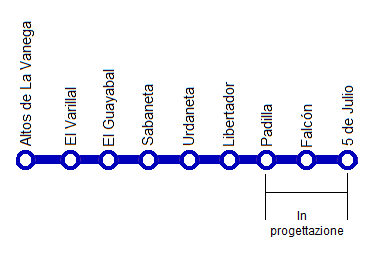
Mappa linea 1

Nell'elenco che segue, a fianco ad ogni stazione, sono indicati i servizi presenti e gli eventuali interscambi ferroviari.
| Fermata            | Apertura | Interscambi | Note |
| ------------------ | -------- | ----------- | ---- |
| Altos de La Vanega | 2006     |             |      |
| El Varillal        | 2006     |             |      |
| El Guayabal        | 2007     |             |      |
| Sabaneta           | 2008     |             |      |
| Urdaneta           | 2009     |             |      |
| Libertador         | 2009     |             |      |

## Servizio

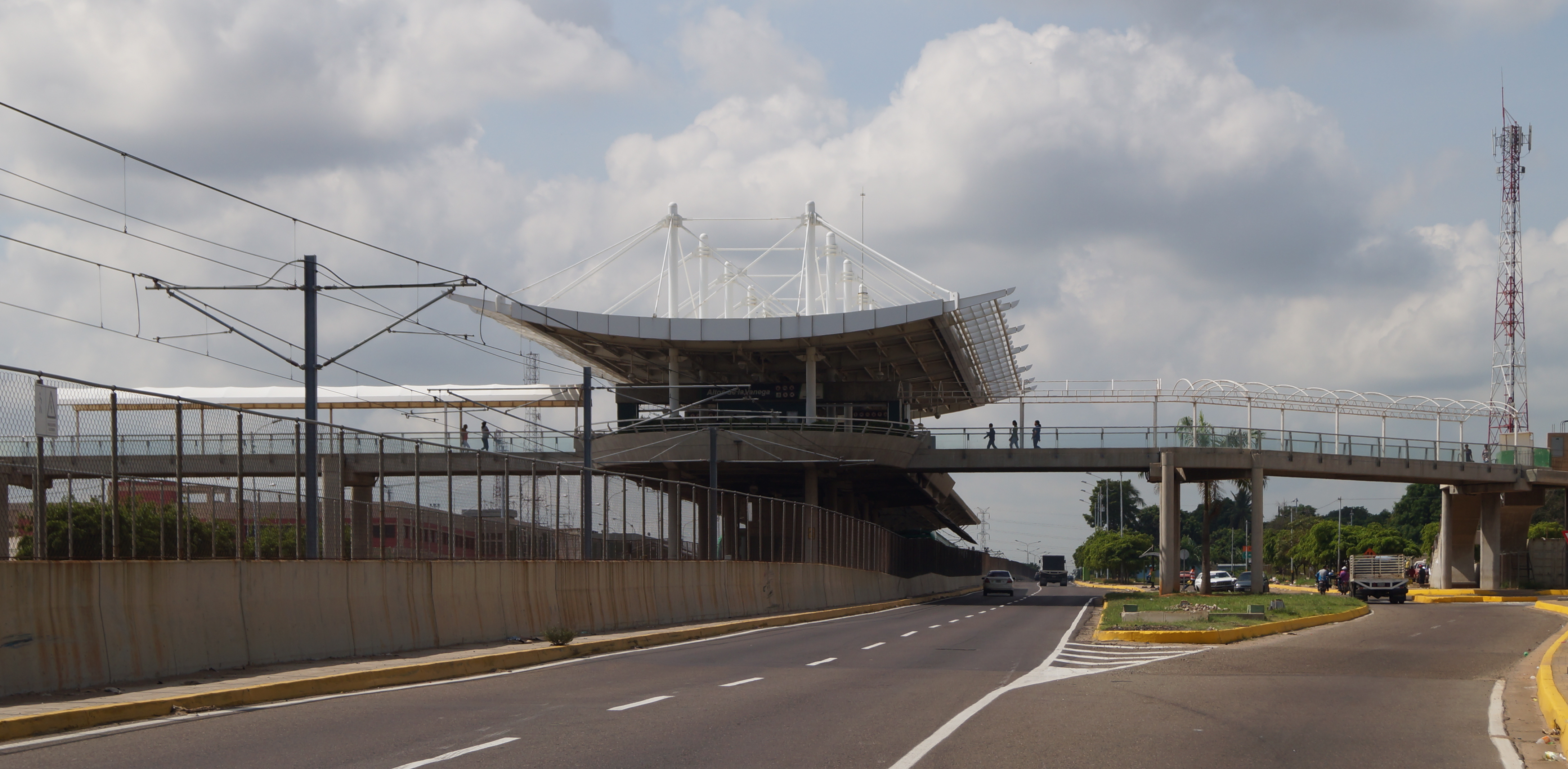
La stazione Altos de La Vanega

### Titolo di viaggio
Il costo del biglietto generico della metropolitana è di 4 BsF (Bolívar venezuelano) e di 1,20 BsF per gli studenti.

### Orari
La linea effettua servizio dalle ore 6:00 fino alle ore 20:00 dal lunedì al venerdì; il sabato, la domenica e i festivi, invece, le corse vengono effettuate dalle ore 8:00 alle ore 18:00.

## Prolungamenti e progetti
| Linea | Tratta                          | Inizio lavori | Inaugurazione (prevista) | Lunghezza | Stazioni | Stato del progetto |
| ----- | ------------------------------- | ------------- | ------------------------ | --------- | -------- | ------------------ |
| 1     | Libertador ↔ 5 de Julio         | ?             | ?                        | 2,9 km    | 3        | In progettazione   |
| 2     | 5 de Julio ↔ La Curva de Molina | ?             | ?                        | 9,7 km    | 9        | In progettazione   |

### Linea 1
È in fase di progettazione un prolungamento della linea 1 a nord con la costruzione di 3 fermate per un totale di 2,9 km.

### Linea 2
Oltre al prolungamento della linea 1 è anche in fase di progettazione la costruzione della linea 2, che prevede la costruzione di 3 fermate per un totale di 9,7 km.